# Crna Bara (Bogatić)
Crna Bara (em cirílico: Црна Бара) é uma vila da Sérvia localizada no município de Bogatić, pertencente ao distrito de Mačva, na região de Mačva. A sua população era de 1924 habitantes segundo o censo de 2011.

## Demografia
| 1948  | 1953  | 1961  | 1971  | 1981  | 1991  | 2002  | 2011  |
| ----- | ----- | ----- | ----- | ----- | ----- | ----- | ----- |
| 2 813 | 2 909 | 2 836 | 2 726 | 2 606 | 2 462 | 2 270 | 1 924 |